# Ștefan Dimitrescu
Ștefan Dimitrescu (n. 18 ianuarie 1886, Huși, Vaslui, România – d. 22 mai 1933, Iași, România) a fost un pictor și desenator român realist - critic. A fost de asemenea un reputat violoncelist. A studiat în paralel la Școala de arte frumoase din Iași (1903-1908) și la Conservatorul din Iași (1903-1907) apoi la Paris. În 1918 a fost unul din fondatorii asociației Arta română.
Împreună cu Nicolae Tonitza, Francisc Șirato și Oscar Han, a întemeiat, în 1926, Grupul celor patru. Din 1927 a fost profesor la Școala de arte frumoase din Iași. Opera sa este constituită mai ales din compoziții, portrete și peisaje. Ea înfățișează cu o emoție sinceră, uneori cu un dramatism reținut, scene și tipuri autentice, îndeosebi din lumea satelor și a muncitorilor mineri, cuprinzând elemente de critică la adresa societății din vremea sa. În operele lui Ștefan Dumitrescu, factura robustă și sobră echilibrează culoarea și conturul grafic. Lucrări reprezentative în această privință sunt: Morții de la Cașin, 1917; Minerii, 1921; Cina, 1924; Țărănci lucrând la război, 1929.

## Galerie de tablouri

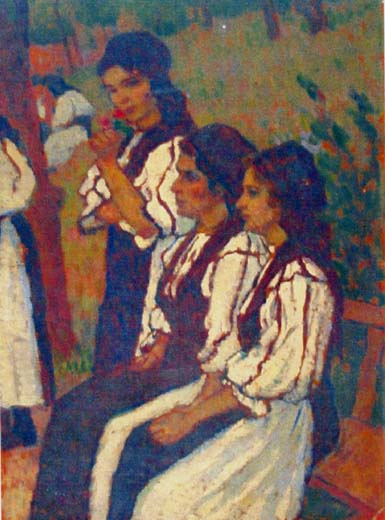
Ţărănci din Salişte
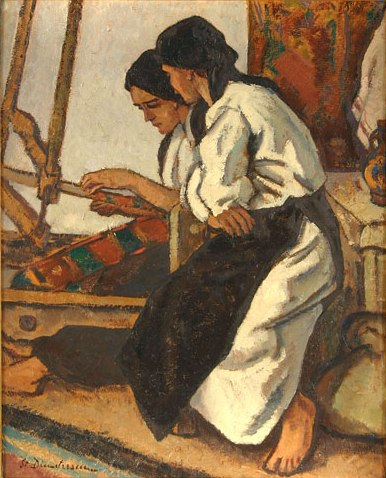
Femei ţesând la război
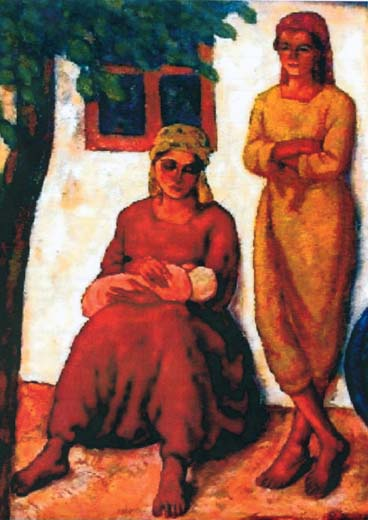
Ţigănci din Dobrogea
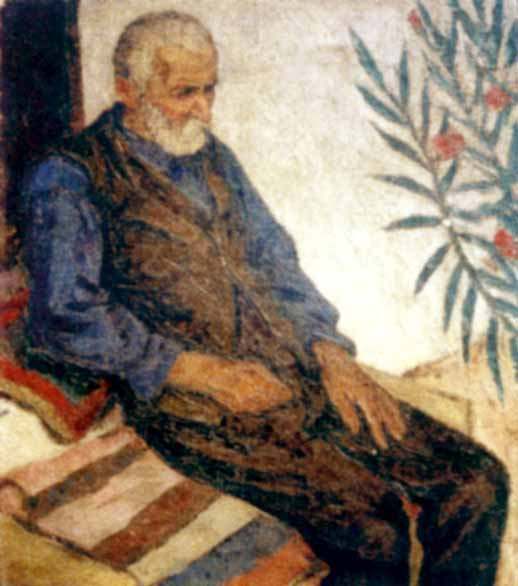
Bunelul
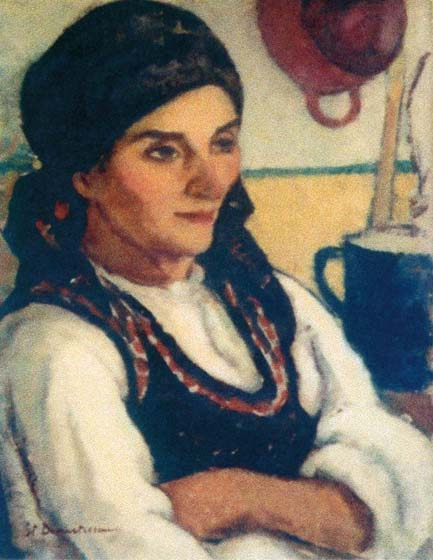
Bucătăreasa
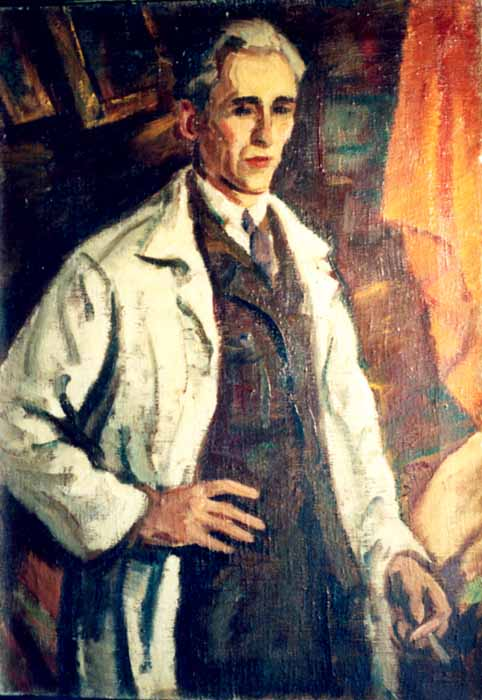
Autoportret